# William Ragsdale
William Ragsdale (ur. 19 stycznia 1961) – amerykański aktor filmowy i telewizyjny.

## Filmografia
- 1985:  Postrach nocy jako Charley Brewster
- 1985:  Gładkie słówka jako Jeff
- 1988:  Postrach nocy 2 jako  Charley Brewster
- 1991:  Frankenstein: Studenckie lata jako Mark Chrisman
- 1991:  Manekin:On the move jako książę William
- 1998:  Niewinny seks  jako Brent
- 2006:  Agent XXL 2 jako Agent Bob
- 2007:  Plaga jako Szeryf Cade
- 2009:  Cudowny świat jako Buford Parks
- 2012:  Z zaskoczenia jako Joe Newa